# 10583 Kanetugu
10583 Kanetugu è un asteroide della fascia principale del diametro medio di circa 25,16 km. Scoperto nel 1995, presenta un'orbita caratterizzata da un semiasse maggiore pari a 3,1193680 UA e da un'eccentricità di 0,2203153, inclinata di 14,67363° rispetto all'eclittica.